# Fernand Bosmans
Fernand Adrian Jean Bosmans (* 29. Juni 1883 in Antwerpen; † 30. Juli 1960 ebenda) war ein belgischer Degenfechter.

## Erfolge
Fernand Bosmans nahm an den Olympischen Spielen 1908 in London teil. Bei diesen sicherte er sich mit Paul Anspach, Fernand de Montigny, Désiré Beaurain, Ferdinand Feyerick, François Rom und Victor Willems die Bronzemedaille im Mannschaftswettbewerb mit dem Degen. In der Einzelkonkurrenz schied er in der Halbfinalrunde aus.